# Myxilla prouhoi
Myxilla prouhoi är en svampdjursart som först beskrevs av Topsent 1892.  Myxilla prouhoi ingår i släktet Myxilla och familjen Myxillidae. Inga underarter finns listade i Catalogue of Life.